# Aston Martin F1 Team
Aston Martin je britská automobilka, která ve Formuli 1 poprvé působila v letech 1959 a 1960, tým jezdil pod jménem David Brown Corporation, podle tehdejšího majitele automobilky. V obou letech tým nezískal ani bod, rozhodl se proto soutěž opustit.
V lednu 2020 majitel týmu Racing Point Lawrence Stroll získal 16,7% podíl v Astonu Martin a rozhodl se od roku 2021 přejmenovat stáj Racing Point F1 Team na Aston Martin F1 Team. Závodní monopost Aston Martin se tak do Formule 1 vrátil po 61 letech, tentokrát s motorem Mercedes. V letech 2021 a 2022 měl za tým jezdit Sergio Pérez, nakonec ho ale nahradil čtyřnásobný mistr světa Sebastian Vettel. Druhým jezdcem byl syn Lawrence Strolla Lance. Od roku 2023 nahradil Vettela, který ukončil závodní kariéru, další mistr světa Fernando Alonso. Od roku 2026 bude tým jezdit s pohonnými jednotkami Honda.

## Jezdci a monoposty
| Sezóna | Tým                                   | Šasi   | Motor        | Pneu   | No.        | Jezdci                                        | Závody | Výhry | 2. místo | 3. místo | PP | NK | Body | Umístění |
| ------ | ------------------------------------- | ------ | ------------ | ------ | ---------- | --------------------------------------------- | ------ | ----- | -------- | -------- | -- | -- | ---- | -------- |
| 2021   | Aston Martin Cognizant F1 Team        | AMR21  | Mercedes M12 | P      | 5. 18.     | Sebastian Vettel Lance Stroll                 | 22     | –     | 1        | –        | –  | –  | 77   | 7.       |
| 2022   | Aston Martin Aramco Cognizant F1 Team | AMR22  | Mercedes M13 | P      | 5. 18. 27. | Sebastian Vettel Lance Stroll Nico Hülkenberg | 22     | –     | –        | –        | –  | –  | 55   | 7.       |
| 2023   | Aston Martin Aramco Cognizant F1 Team | AMR23  | Mercedes M14 | P      | 14. 18.    | Fernando Alonso Lance Stroll                  | 22     | –     | 3        | 5        | –  | 1  | 280  | 5.       |
| 2024   | Aston Martin Aramco F1 Team           | AMR24  | Mercedes M15 | P      | 14. 18.    | Fernando Alonso Lance Stroll                  | 24     | –     | –        | –        | –  | 2  | 94   | 5.       |
| 2025   | Aston Martin Aramco F1 Team           | AMR25  | Mercedes M16 | P      | 14. 18.    | Fernando Alonso Lance Stroll                  | 12     | –     | –        | –        | –  | –  | 36*  | 8.*      |
| Celkem | Celkem                                | Celkem | Celkem       | Celkem | Celkem     | Celkem                                        | 102    | –     | 4        | 5        | –  | 3  | 542  |          |

### Přehled jezdců
| Jezdec              | Sezóny    | Závody | Body | Výhry | 2. místo | 3. místo | PP | NK | Nejlepší umístění |
| ------------------- | --------- | ------ | ---- | ----- | -------- | -------- | -- | -- | ----------------- |
| Lance Stroll        | 2021–     | 102    | 170  | –     | –        | –        | –  | –  | 10. (2023)        |
| Sebastian Vettel    | 2021–2022 | 42     | 80   | –     | 1        | –        | –  | –  | 12. (2021, 2022)  |
| Fernando Alonso     | 2023–     | 58     | 292  | –     | 3        | 5        | –  | 3  | 4. (2023)         |
| Nico Hülkenberg     | 2022      | 4      | 10   | –     | –        | –        | –  | –  | 22. (2022)        |
| Roy Salvadori       | 1959–1960 | 5      | 0    | –     | –        | –        | –  | –  | –                 |
| Maurice Trintignant | 1960      | 1      | 0    | –     | –        | –        | –  | –  | –                 |
| Carroll Shelby      | 1959      | 4      | 0    | –     | –        | –        | –  | –  | –                 |

## Kompletní výsledky ve Formuli 1
| Legenda k tabulce | Legenda k tabulce                                                                       |
| Barva             | Výsledek                                                                                |
| ----------------- | --------------------------------------------------------------------------------------- |
| Zlatá             | Vítěz                                                                                   |
| Stříbrná          | 2. místo                                                                                |
| Bronzová          | 3. místo                                                                                |
| Zelená            | Bodované umístění                                                                       |
| Modrá             | Nebodované umístění                                                                     |
| Modrá             | Dokončil neklasifikován (NC)                                                            |
| Fialová           | Odstoupil (Ret)                                                                         |
| Červená           | Nekvalifikoval se (DNQ)                                                                 |
| Červená           | Nepředkvalifikoval se (DNPQ)                                                            |
| Černá             | Diskvalifikován (DSQ)                                                                   |
| Bílá              | Nestartoval (DNS)                                                                       |
| Bílá              | Závod zrušen (C)                                                                        |
| Světle modrá      | Pouze trénoval (PO)                                                                     |
| Světle modrá      | Páteční testovací jezdec (TD)                                                           |
| Bez barvy         | Netrénoval (DNP)                                                                        |
| Bez barvy         | Vyřazen (EX)                                                                            |
| Bez barvy         | Nepřijel (DNA)                                                                          |
| Bez barvy         | Odvolal účast (WD)                                                                      |
| Bez barvy         | Nezúčastnil se (prázdné)                                                                |
| Označení          | Význam                                                                                  |
| Tučnost           | Pole position                                                                           |
| Kurzíva           | Nejrychlejší kolo                                                                       |
| †                 | Jezdec nedojel do cíle, ale byl klasifikován, protože odjel více než 90 % délky závodu. |
| ‡                 | Byl udělován poloviční počet bodů, protože bylo odjeto méně než 75 % délky závodu.      |
| Horní index       | Umístění bodujících jezdců ve sprintu                                                   |

### 1959–1960
| Rok  | Šasi      | Motor                   | Pneu | Jezdci              | 1   | 2   | 3   | 4   | 5   | 6   | 7   | 8   | 9   | 10  | Body | Umístění |
| ---- | --------- | ----------------------- | ---- | ------------------- | --- | --- | --- | --- | --- | --- | --- | --- | --- | --- | ---- | -------- |
| 1959 | DBR4      | Aston Martin RB6 2,5 L6 | A D  |                     | MON | 500 | NED | FRA | GBR | GER | POR | ITA | USA |     | 0    | 5. místo |
| 1959 | DBR4      | Aston Martin RB6 2,5 L6 | A D  | Roy Salvadori       |     |     | Ret |     | 6   |     | 6   | Ret |     |     | 0    | 5. místo |
| 1959 | DBR4      | Aston Martin RB6 2,5 L6 | A D  | Carroll Shelby      |     |     | Ret |     | Ret |     | 8   | 10  |     |     | 0    | 5. místo |
| 1960 | DBR4 DBR5 | Aston Martin RB6 2,5 L6 | D    |                     | ARG | MON | 500 | NED | BEL | FRA | GBR | POR | ITA | USA | 0    | 8. místo |
| 1960 | DBR4 DBR5 | Aston Martin RB6 2,5 L6 | D    | Roy Salvadori       |     |     |     | DNS |     |     | Ret |     |     |     | 0    | 8. místo |
| 1960 | DBR4 DBR5 | Aston Martin RB6 2,5 L6 | D    | Maurice Trintignant |     |     |     |     |     |     | 11  |     |     |     | 0    | 8. místo |

### 2021–
| Rok  | Šasi  | Jezdci           | 1   | 2   | 3   | 4   | 5   | 6   | 7   | 8   | 9   | 10  | 11  | 12  | 13  | 14  | 15  | 16  | 17  | 18  | 19  | 20  | 21  | 22  | 23  | 24  | Body | Umístění  |
| ---- | ----- | ---------------- | --- | --- | --- | --- | --- | --- | --- | --- | --- | --- | --- | --- | --- | --- | --- | --- | --- | --- | --- | --- | --- | --- | --- | --- | ---- | --------- |
| 2021 | AMR21 |                  | BHR | EMI | POR | ESP | MON | AZE | FRA | STY | AUT | GBR | HUN | BEL | NED | ITA | RUS | TUR | USA | MXC | SAP | QAT | SAU | ABU |     |     | 77   | 7. místo  |
| 2021 | AMR21 | Lance Stroll     | 10  | 8   | 14  | 11  | 8   | Ret | 10  | 8   | 13  | 8   | Ret | 20  | 12  | 7   | 11  | 9   | 12  | 14  | Ret | 6   | 11  | 13  |     |     | 77   | 7. místo  |
| 2021 | AMR21 | Sebastian Vettel | 15  | 15† | 13  | 13  | 5   | 2   | 9   | 12  | 17† | Ret | DSQ | 5   | 13  | 12  | 12  | 18  | 10  | 7   | 11  | 10  | Ret | 11  |     |     | 77   | 7. místo  |
| 2022 | AMR22 |                  | BHR | SAU | AUS | EMI | MIA | ESP | MON | AZE | CAN | GBR | AUT | FRA | HUN | BEL | NED | ITA | SIN | JPN | USA | MXC | SAP | ABU |     |     | 55   | 7. místo  |
| 2022 | AMR22 | Lance Stroll     | 12  | 13  | 12  | 10  | 10  | 15  | 14  | 16† | 10  | 11  | 13  | 10  | 11  | 11  | 10  | Ret | 6   | 12  | Ret | 15  | 10  | 8   |     |     | 55   | 7. místo  |
| 2022 | AMR22 | Sebastian Vettel |     |     | Ret | 8   | 17† | 11  | 10  | 6   | 12  | 9   | 17  | 11  | 10  | 8   | 14  | Ret | 8   | 6   | 8   | 14  | 11  | 10  |     |     | 55   | 7. místo  |
| 2022 | AMR22 | Nico Hülkenberg  | 17  | 12  |     |     |     |     |     |     |     |     |     |     |     |     |     |     |     |     |     |     |     |     |     |     | 55   | 7. místo  |
| 2023 | AMR23 |                  | BHR | SAU | AUS | AZE | MIA | MON | ESP | CAN | AUT | GBR | HUN | BEL | NED | ITA | SIN | JPN | QAT | USA | MXC | SAP | VEG | ABU |     |     | 280  | 5. místo  |
| 2023 | AMR23 | Fernando Alonso  | 3   | 3   | 3   | 46  | 3   | 2   | 7   | 2   | 5   | 7   | 9   | 5   | 2   | 9   | 15  | 8   | 68  | Ret | Ret | 3   | 9   | 7   |     |     | 280  | 5. místo  |
| 2023 | AMR23 | Lance Stroll     | 6   | Ret | 4   | 78  | 12  | Ret | 6   | 9   | 94  | 14  | 10  | 9   | 11  | 16  | DNS | Ret | 11  | 7   | 17† | 5   | 5   | 10  |     |     | 280  | 5. místo  |
| 2024 | AMR24 |                  | BHR | SAU | AUS | JPN | CHN | MIA | EMI | MON | CAN | ESP | AUT | GBR | HUN | BEL | NLD | ITA | AZE | SGP | USA | MXC | SAP | LAS | QAT | ABU | 94   | 5. místo  |
| 2024 | AMR24 | Fernando Alonso  | 9   | 5   | 8   | 6   | 7   | 9   | 19  | 11  | 6   | 12  | 18  | 8   | 11  | 8   | 10  | 11  | 6   | 9   | 13  | Ret | 14  | 11  | 7   | 9   | 94   | 5. místo  |
| 2024 | AMR24 | Lance Stroll     | 10  | Ret | 6   | 12  | 15  | 17  | 9   | 14  | 7   | 14  | 13  | 7   | 10  | 11  | 13  | 19  | 19† | 14  | 15  | 11  | DNS | 15  | Ret | 14  | 94   | 5. místo  |
| 2025 | AMR25 |                  | AUS | CHN | JPN | BHR | SAU | MIA | EMI | MON | ESP | CAN | AUT | GBR | BEL | HUN | NED | ITA | AZE | SIN | USA | MXC | SAP | LVG | QAT | ABU | 52*  | 6. místo* |
| 2025 | AMR25 | Fernando Alonso  | Ret | Ret | 11  | 15  | 11  | 15  | 11  | Ret | 9   | 7   | 7   | 9   | 17  | 5   |     |     |     |     |     |     |     |     |     |     | 52*  | 6. místo* |
| 2025 | AMR25 | Lance Stroll     | 6   | 9   | 20  | 17  | 16  | 165 | 15  | 15  | WD  | 17  | 14  | 7   | 14  | 7   |     |     |     |     |     |     |     |     |     |     | 52*  | 6. místo* |